# Аквиль (Кальвадос)
Акви́ль (фр. Acqueville) — коммуна во Франции, находится в регионе Нижняя Нормандия. Департамент коммуны — Кальвадос. Входит в состав кантона Тюри-Аркур. Округ коммуны — Кан.
Код INSEE коммуны — 14002.

## Население
Население коммуны на 2010 год составляло 186 человек.
| 1962 | 1968 | 1975 | 1982 | 1990 | 1999 | 2010 |
| ---- | ---- | ---- | ---- | ---- | ---- | ---- |
| 184  | 146  | 144  | 170  | 211  | 178  | 186  |

## Экономика
В 2010 году среди 125 человек трудоспособного возраста (15—64 лет) 91 были экономически активными, 34 — неактивными (показатель активности — 72,8 %, в 1999 году было 72,3 %). Из 91 активных жителей работали 86 человек (46 мужчин и 40 женщин), безработных было 5 (5 мужчин и 0 женщин). Среди 34 неактивных 8 человек были учениками или студентами, 17 — пенсионерами, 9 были неактивными по другим причинам.